# 朴渊次
朴渊次（韓語：박연차，1945年12月27日—2020年1月31日），男，韩国商人，泰光实业会长。

## 生平
1945年生于庆尚南道密陽市。密阳朴氏。毕业于東亞大學。1971年在金海市成立自己的公司，专门销售和贩卖运动鞋。
2008年12月，朴渊次因涉嫌逃税和行贿被检方逮捕。随后，该案又牵扯出刚卸任的韩国总统盧武鉉涉嫌受贿案，導致盧武鉉在2009年5月自殺身亡。2009年6月12日，检方宣布结束调查。2009年9月16日，首尔中央地方法院刑事协议第23部判处朴渊次3年零6个月有期徒刑，并处罚金300亿韩元。
2018年，朴渊次的运动鞋制造商创造了销售额纪录，净利润增长了20%。这得益于全球对耐克运动鞋需求的增加，以及在越南的低成本生产。他在2019福布斯韩国富豪榜中排名第7位。
2020年1月31日下午逝世。